# Дрізд-короткодзьоб сірий
Дрізд-короткодзьоб сірий(Catharus fuscater) — вид горобцеподібних птахів родини дроздових (Turdidae). Поширений у Південній Америці.

## Поширення
Вид поширений на заході Південної Америки. Цей птах живе в північній половині Анд і гірському масиві Таламанка. Хоча він має дуже широке поширення, він потаємний і його важко помітити. Живе в районах густих чагарників і підліску субтропічних або тропічних вологих гірських лісів.

## Опис
Птах завдовжки 17 см. Спина і голова темно-сірі, горло і живіт сірі. Його ноги, дзьоб і очне кільце яскраво-помаранчеві. Його райдужка має світлий колір, що відрізняє його від інших подібних маленьких дроздів.